# Jb The Voice
JB The Voice (nombre real: Juan José Baso Silva) es un cantautor chileno e Influencer activo en los géneros de hip hop y trap. Se ha destacado en la escena urbana local por su estilo lírico directo y sus colaboraciones con otros artistas emergentes del genero úrbano chileno. En internet es conocido por ser un lolcow
No se dispone públicamente de detalles sobre su infancia o formación académica musical. Baso Silva comenzó a ganar notoriedad como JB The Voice en la escena urbana chilena, componiendo, creando contenido musical y visual. Se sabe que JB comenzó su carrera musical entre los años 2015 y 2016. Gracias a su constancia al publicar música, algunas de sus canciones más populares en ese entonces —Te Contemplo, Super Mandoneados, El Amante y My Love (en la que colaboró con uno de los exponentes más reconocidos de la época, Shelo Aloloko)— le dieron mayor notoriedad.
Sin embargo, en sus siguientes trabajos comenzó a recibir una creciente cantidad de interacciones negativas, principalmente en forma de olas de "dislikes" y comentarios despectivos e insultantes. Las críticas se centraban en su música, la calidad de sus videos, su voz y su aspecto físico, algo propio del bullying

## Carrera
JB The Voice ha ganado reconocimiento en la industria musical chilena, especialmente en los géneros de hip hop y trap, marcado por "beats contundentes, lirismo reflexivo y temáticas personales.":

### Sencillos destacados
Según Viberate y Apple Music, algunas de sus canciones más populares o recientes incluyen:  
- "Perdon", "Lo Logre", "CALLATE", "Mi Guachita", "Chanel", "DIME MA", "Por el aba JBthevoice"
- En Apple Music, aparecen sencillos como:

```
 * *"Chu pamela"* (abril de 2025)
 * Colaboraciones en:
   * *"Media Pera (feat. JB The Voice)"* (2024)
   * *"Mil Horas (feat. JB The Voice, Shelo & One Black TRD)"* (2024)
```

### Colaboraciones destacadas
Una de sus colaboraciones más destacadas es el tema *"Atrévete"*, junto al también artista chileno Conde Spaik. Esta canción ha recibido buena recepción por su combinación de energía cruda y vocales reconocibles.

## Estilo musical e influencias
Su sonido se caracteriza por fusionar elementos tradicionales del hip hop con producción moderna de trap, y letras emotivas que tratan temas como justicia social, desarrollo personal y experiencias cotidianas.}

## Recepción
JB The Voice ha logrado consolidarse como un talento emergente dentro de la música urbana chilena. Sin embargo, la opinion publica difiere en estos aspectos, aunque se debe principalmente al cyberacoso que obtiene por parte de trolls de grupos de internet

## Discografía

### Sencillos
- *Atrévete* (2019) – colaboración con Conde Spaik:
- *Princesita* (feat. Pipe El Gitano) (2019):}
- *Callate* (feat. JB The Voice) (2021):
- *Haciéndolo con ropa* (feat. JB The Voice) (2021):
- *Pa la Disco (Remix)* (2023):}
- *Chu pamela* (2025):

### Aparece en
- *Media Pera (feat. JB The Voice)* – Krlitoz 35 (2024)
- *Mil Horas (feat. JB The Voice, Shelo & One Black TRD)* (2024)

## Videografía
JB The Voice cuenta con un canal oficial en YouTube, donde publica videoclips como “Contra la pared” y otros contenidos musicales.

## Redes sociales
Actúa activamente en Instagram con el perfil **@jbthevoice_tir**, donde suma más de 54 000 seguidores, y utiliza esa plataforma para promover eventos y contenido artístico.: